# Purpurowe serca
Purpurowe serca (ang. Purple Hearts) – amerykański melodramat wojenny zrealizowany w 1984 roku.

## Treść
Szpital polowy US Navy w Wietnamie. Z każdej akcji trafia tu kilkunastu rannych i nie ma miejsca na sentymenty. Podział na nie rokujących nadziei i tych, których warto jeszcze ratować, jest brutalny i ostateczny. chirurg Don Jardian ryzykując swoim stopniem oficerskim wymusza na dowódcy transport ciężko rannego kaprala Jacksona do szpitala w Đà Nẵng, gdzie żołnierz będzie miał dużo większe szanse przeżycia. W mieście zespół operacyjny robi wszystko, aby kapral przeżył. Kolejne uratowane życie Jardian świętuje w kasynie z poznaną pielęgniarką, instrumentariuszką, Deborah Solomon, która z minuty na minutę staje się jemu coraz bliższa. Kapral Jackson umiera kilka godzin po operacji. Wiadomość ta burzy uczucie dwojga młodych ludzi. Rozgoryczony Jardian wraca do bazy z pertubacjami (jego śmigłowiec został zestrzelony nad terenem Vietcongu). Don wpada znów w wir obowiązków, ale kaseta z listem od żony go denerwuje. Żeby znów zobaczyć Deborah, Jardian gotów jest złamać wszelkie regulaminy bez względu na konsekwencje.